# بيا غيتي
بيا غيتي (بالإنجليزية: Pia Getty)‏ هي نجمة اجتماعية أمريكية، ولدت في 1966 في نيويورك في الولايات المتحدة.

## وصلات خارجية
- بيا غيتي على موقع IMDb (الإنجليزية)
- بيا غيتي على موقع قاعدة بيانات الفيلم (الإنجليزية)